# 里普納
49°24′33″N 26°18′20″E / 49.40917°N 26.30556°E
里普納（烏克蘭語：Ріпна）是位於烏克蘭西部的村莊，由赫梅利尼茨基州裡赫梅利尼茨基區的沃洛奇斯克市鎮負責管轄。該村面積1.88平方公里，海拔高度314米，2001年人口491，人口密度每平方公里261.2人。